# 2014년 FIFA 발롱도르
2014년 FIFA 발롱도르는 2015년 1월 12일 스위스 취리히에서 시상식이 열렸다. 케이트 압도가 시상식 사회자를 맡았다.

## FIFA 발롱도르
| 순위 | 선수                    | 국적         | 클럽                                | 득표율 |
| ---- | ----------------------- | ------------ | ----------------------------------- | ------ |
| 1위  | 크리스티아누 호날두     | 포르투갈     | 레알 마드리드                       | 37.66% |
| 2위  | 리오넬 메시             | 아르헨티나   | 바르셀로나                          | 15.76% |
| 3위  | 마누엘 노이어           | 독일         | 바이에른 뮌헨                       | 15.72% |
| 4위  | 아르연 로번             | 네덜란드     | 바이에른 뮌헨                       | 7.17%  |
| 5위  | 토마스 뮐러             | 독일         | 바이에른 뮌헨                       | 5.42%  |
| 6위  | 필리프 람               | 독일         | 바이에른 뮌헨                       | 2.90%  |
| 7위  | 네이마르                | 브라질       | 바르셀로나                          | 2.21%  |
| 8위  | 하메스 로드리게스       | 콜롬비아     | AS 모나코 / 레알 마드리드           | 1.47%  |
| 9위  | 토니 크로스             | 독일         | 바이에른 뮌헨 / 레알 마드리드       | 1.43%  |
| 10위 | 앙헬 디 마리아          | 아르헨티나   | 레알 마드리드 / 맨체스터 유나이티드 | 1.29%  |
| 11위 | 디에고 코스타           | 스페인       | 아틀레티코 마드리드 / 첼시          | 1.02%  |
| 12위 | 가레스 베일             | 웨일스       | 레알 마드리드                       | 1.00%  |
| 13위 | 즐라탄 이브라히모비치   | 스웨덴       | 파리 생제르맹                       | 1.00%  |
| 14위 | 야야 투레               | 코트디부아르 | 맨체스터 시티                       | 0.86%  |
| 15위 | 마리오 괴체             | 독일         | 바이에른 뮌헨                       | 0.84%  |
| 16위 | 카림 벤제마             | 프랑스       | 레알 마드리드                       | 0.75%  |
| 17위 | 안드레스 이니에스타     | 스페인       | 바르셀로나                          | 0.67%  |
| 18위 | 바스티안 슈바인슈타이거 | 독일         | 바이에른 뮌헨                       | 0.57%  |
| 19위 | 하비에르 마스체라노     | 아르헨티나   | 바르셀로나                          | 0.55%  |
| 20위 | 티보 쿠르투아           | 벨기에       | 아틀레티코 마드리드 / 첼시          | 0.51%  |
| 21위 | 에덴 아자르             | 벨기에       | 첼시                                | 0.47%  |
| 22위 | 폴 포그바               | 프랑스       | 유벤투스                            | 0.40%  |
| 23위 | 세르히오 라모스         | 스페인       | 레알 마드리드                       | 0.33%  |

## FIFA 올해의 여자 선수
| 순위 | 선수            | 국적   | 클럽                                | 득표율 |
| ---- | --------------- | ------ | ----------------------------------- | ------ |
| 1위  | 나딘 케슬러     | 독일   | VfL 볼프스부르크                    | 17.52% |
| 2위  | 마르타          | 브라질 | 튀레쇠 FF / FC 로셍오르드           | 14.16% |
| 3위  | 애비 웜백       | 미국   | 웨스턴 뉴욕 플래시                  | 13.33% |
| 4위  | 나딘 앙거러     | 독일   | 포틀랜드 손스 / 브리즈번 로어       | 13.16% |
| 5위  | 미야마 아야     | 일본   | 오카야마 유노고 벨                  | 10.48% |
| 6위  | 루이자 네시브   | 프랑스 | 올랭피크 리옹                       | 7.18%  |
| 7위  | 가와스미 나호미 | 일본   | 시애틀 레인 / INAC 고베 레오네사    | 6.51%  |
| 8위  | 베로니카 보케테 | 스페인 | 포틀랜드 손스 / 1. FFC 프랑크푸르트 | 6.15%  |
| 9위  | 로타 셸린       | 스웨덴 | 올랭피크 리옹                       | 6.06%  |
| 10위 | 닐라 피셰르     | 스웨덴 | VfL 볼프스부르크                    | 5.45%  |

## FIFA 올해의 남자 축구 감독
| 순위 | 감독              | 국적       | 팀                             | 득표율 |
| ---- | ----------------- | ---------- | ------------------------------ | ------ |
| 1위  | 요아힘 뢰프       | 독일       | 독일                           | 36.23% |
| 2위  | 카를로 안첼로티   | 이탈리아   | 레알 마드리드                  | 22.06% |
| 3위  | 디에고 시메오네   | 아르헨티나 | 아틀레티코 마드리드            | 19.02% |
| 4위  | 주제프 과르디올라 | 스페인     | 바이에른 뮌헨                  | 8.67%  |
| 5위  | 조제 모리뉴       | 포르투갈   | 첼시                           | 6.16%  |
| 6위  | 루이스 판 할      | 네덜란드   | 네덜란드 / 맨체스터 유나이티드 | 3.15%  |
| 7위  | 알레한드로 사벨라 | 아르헨티나 | 아르헨티나                     | 2.21%  |
| 8위  | 안토니오 콘테     | 이탈리아   | 유벤투스 / 이탈리아            | 1.12%  |
| 9위  | 위르겐 클린스만   | 독일       | 미국                           | 0.71%  |
| 10위 | 마누엘 펠레그리니 | 칠레       | 맨체스터 시티                  | 0.67%  |

## FIFA 올해의 여자 축구 감독
| 순위 | 감독                      | 국적       | 팀                        | 득표율 |
| ---- | ------------------------- | ---------- | ------------------------- | ------ |
| 1위  | 랄프 켈레르만             | 독일       | VfL 볼프스부르크          | 17.06% |
| 2위  | 마렌 마이네르트           | 독일       | 독일 U-20                 | 13.16% |
| 3위  | 사사키 노리오             | 일본       | 일본                      | 13.06% |
| 4위  | 피아 순드하게             | 스웨덴     | 스웨덴                    | 11.22% |
| 5위  | 필리프 베르제로           | 프랑스     | 프랑스                    | 9.81%  |
| 6위  | 피터 데데브도             | 나이지리아 | 나이지리아 U-20           | 9.62%  |
| 7위  | 마르티나 포스테클렌부르크 | 독일       | 스위스                    | 9.45%  |
| 8위  | 다카쿠라 아사코           | 일본       | 일본 U-17                 | 8.47%  |
| 9위  | 호르헤 빌다               | 스페인     | 스페인 U-17 / 스페인 U-20 | 4.17%  |
| 10위 | 로라 하비                 | 잉글랜드   | 시애틀 레인               | 3.98%  |

## FIFA/FIFro 월드 베스트 XI
| 포지션 | 선수                | 국적       | 클럽                                |
| ------ | ------------------- | ---------- | ----------------------------------- |
| GK     | 마누엘 노이어       | 독일       | 바이에른 뮌헨                       |
| DF     | 세르히오 라모스     | 스페인     | 레알 마드리드                       |
| DF     | 다비드 루이스       | 브라질     | 첼시 / 파리 생제르맹                |
| DF     | 치아구 시우바       | 브라질     | 파리 생제르맹                       |
| DF     | 필리프 람           | 독일       | 바이에른 뮌헨                       |
| MF     | 안드레스 이니에스타 | 스페인     | 바르셀로나                          |
| MF     | 토니 크로스         | 독일       | 바이에른 뮌헨 / 레알 마드리드       |
| MF     | 앙헬 디 마리아      | 아르헨티나 | 레알 마드리드 / 맨체스터 유나이티드 |
| FW     | 아르연 로번         | 네덜란드   | 바이에른 뮌헨                       |
| FW     | 리오넬 메시         | 아르헨티나 | 바르셀로나                          |
| FW     | 크리스티아누 호날두 | 포르투갈   | 레알 마드리드                       |

## FIFA 푸슈카시상
| 선수              | 국적     | 클럽     |
| ----------------- | -------- | -------- |
| 하메스 로드리게스 | 콜롬비아 | 콜롬비아 |

## FIFA 회장상
- 가가와 히로시 (일본의 전직 축구 선수, 현직 스포츠 기자)

## FIFA 페어플레이상
- 2014년 FIFA 월드컵에 참여한 자원 봉사자들